# Felix Kaspar
Felix Kaspar (Vienna, 14 gennaio 1915 – Bradenton, 5 dicembre 2003) è stato un pattinatore artistico su ghiaccio austriaco.

## Palmarès
| Internazionali            | Internazionali | Internazionali | Internazionali | Internazionali | Internazionali |
| Evento                    | 1934           | 1935           | 1936           | 1937           | 1938           |
| ------------------------- | -------------- | -------------- | -------------- | -------------- | -------------- |
| Giochi olimpici invernali |                |                | 3°             |                |                |
| Campionati mondiali       |                |                | 3°             | 1°             | 1°             |
| Campionati europei        | 7°             | 2°             | 4°             | 1°             | 1°             |
| Nazionali                 |                |                |                |                |                |
| Campionati austriaci      |                | 1°             |                | 1°             | 1°             |